# Кочоян Василь Айкович
Василь Айкович Кочоян (1926, село Бурнашеті, тепер Ахалкалакський муніципалітет, Грузія — ?) — грузинський радянський діяч, голова колгоспів імені Клари Цеткін та «Хандо» Ахалкалакського району Грузинської РСР. Депутат Верховної Ради СРСР 5-го скликання.

## Життєпис
Народився в селянській родині. Закінчив середню школу.
З 1947 року працював колгоспником, ланковим, бригадиром у колгоспі імені Клари Цеткін села Бурнашеті Ахалкалакського району Грузинської РСР.
Член ВКП(б) з 1949 року.
У 1951—1954 роках — завідувач хати-читальні села Бурнашеті Ахалкалакського району.
У 1954—1959 роках — голова колгоспу імені Клари Цеткін села Бурнашеті Ахалкалакського району Грузинської РСР.
З 1959 року — голова колгоспу «Хандо» Ахалкалакського району Грузинської РСР.
Подальша доля невідома.